# Amt Neukloster

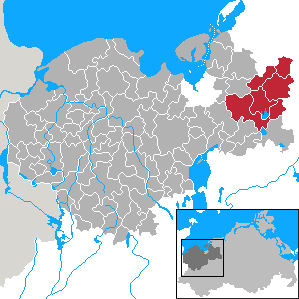
Amt Neukloster im Landkreis Nordwestmecklenburg

Im Amt Neukloster im Landkreis Nordwestmecklenburg in Mecklenburg-Vorpommern mit Sitz in der Stadt Neukloster waren die acht Gemeinden Babst, Glasin, Krassow, Lübberstorf, Neukloster, Passee, Zurow und Züsow zur Erledigung ihrer Verwaltungsgeschäfte zusammengeschlossen. Am 1. Januar 2001 wurde die vormals selbständige Gemeinde Babst nach Glasin, ein Jahr später die Gemeinde Krassow nach Zurow eingemeindet. Das Amt bestand nur wenige Jahre und wurde am 1. Januar 2005 aufgelöst. Alle amtsangehörigen Gemeinden wurden zusammen mit den Gemeinden des Amtes Warin in das neue Amt Neukloster-Warin überführt.

## Geschichte
Das historische Amt Neukloster war nach dem Dreißigjährigen Krieg 1648 gemeinsam mit der Stadt Wismar und der Insel Poel schwedisch geworden und erst Anfang des 19. Jahrhunderts durch den Malmöer Pfandvertrag von 1803 an Mecklenburg zurück gelangt.